# Giovanni Falcone

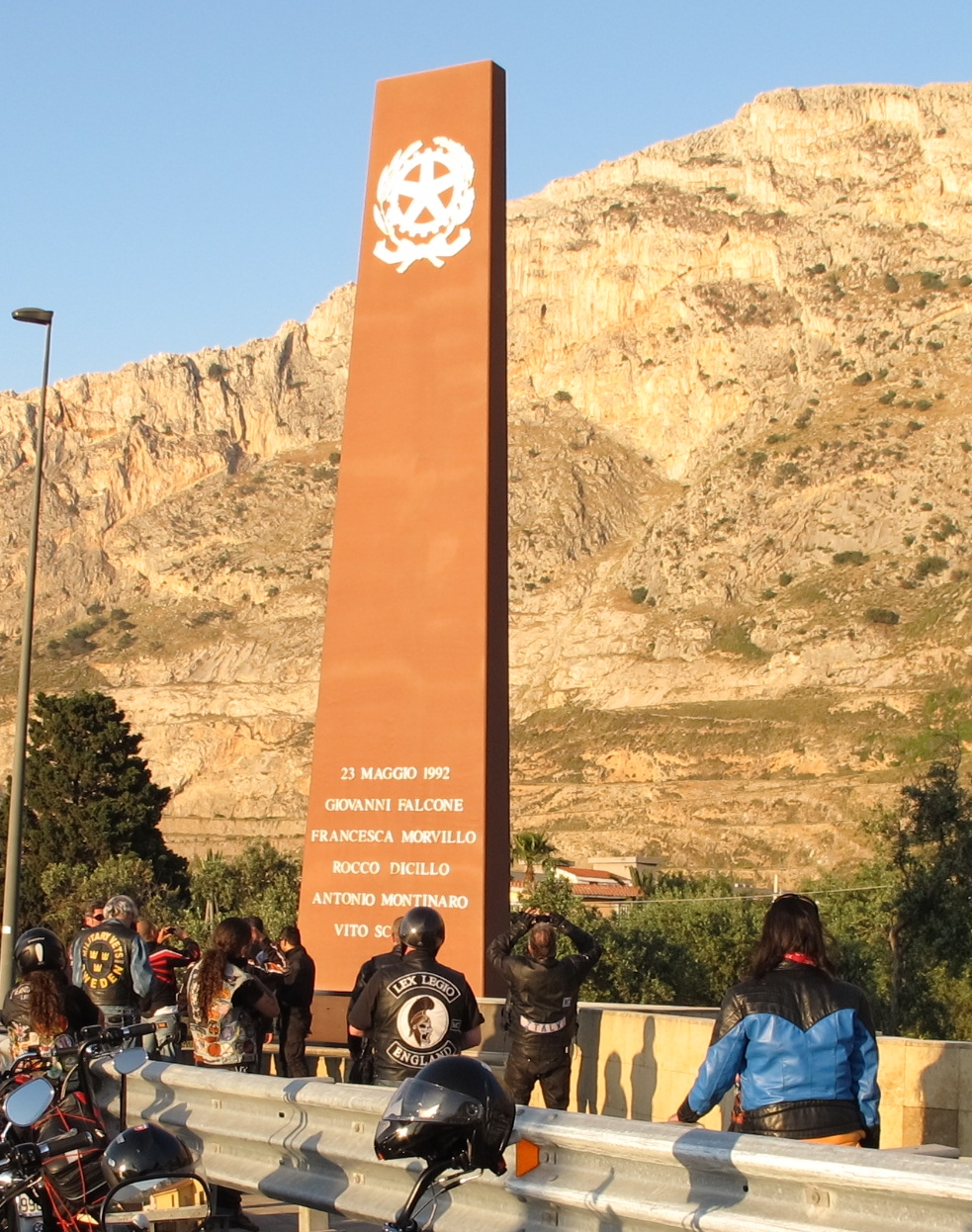
Monument över Giovanni Falcone i Capaci.

Giovanni Falcone, född 18 maj 1939 i Palermo, död 23 maj 1992 i Capaci nära Palermo, var en italiensk domare som specialiserade sig på maffiarelaterad brottslighet.

## Biografi
Falcone är mest känd för att ha varit en av huvudorganisatörerna bakom den så kallade Maxirättegången (italienska Maxiprocesso) som inleddes den 10 februari 1986 och avslutades den 16 december 1987. Av de 474 mafiosi som blev åtalade fälldes 360. Mycket av bevisningen i rättegången grundades på Tommaso Buscettas vittnesmål. Buscetta var den första sicilianska mafioson som blev informatör åt polisen. Falcone var den som Buscetta föredrog att prata med beträffande maffians hemligheter och detta skall ha berott på att han var den enda av poliserna och domarna som behandlade Buscetta med respekt.
Falcone dödades tillsammans med sin fru Francesca Morvillo (hon var också domare) och tre poliser, Rocco Dicillo (30), Antonio Montinaro (39) och Vito Schifani (27), i Capaci på motorvägen mellan Palermo International Airport och Palermo den 23 maj 1992. Bilen de färdades i sprängdes av en bomb som hade placerats vid vägen. När bilen passerade över bomben åkte bilen med en uppskattad hastighet av 160 km/h.
Bombdådet organiserades av Salvatore Riina som en hämndaktion för alla de mafiosi som blivit dömda på grund av Falcone. Riina greps tillsammans med Giovanni Brusca för mordet på Falcone och avtjänar livstids fängelse. Giovanni Brusca erkände att det var han som hade detonerat bomben vid vägen.
Palermos flygplats är numera känd som Falcone-Borsellino Airport för att hedra Giovanni Falcone och Paolo Borsellino. Borsellino var domare och nära vän till Falcone och mördades i ett bombdåd.
I juli 2023 dömde en appellationsdomstol i Italien Matteo Messina Denaro till livstids fängelse för hans inblandning i mordet på åklagaren Giovanni Falcone och hans kollega Paolo Borsellino. 